# Янковский, Валерий Юрьевич
Валерий Юрьевич Янковский (15 [28] мая 1911, Владивосток — 17 апреля 2010) — русский советский писатель, охотник, переводчик, оленевод. Член Русского географического общества. Почётный гражданин Владимирской области.

## Биография
Родился в семье предпринимателя. Дед по отцовской линии, М. И. Янковский, был участником польского восстания 1863 года и, высланный из Польши, занимался исследованием Амурского бассейна, зоологией, создал в этом пустынном, необжитом месте крупную передовую ферму и конезавод и поставлял лошадей для русской армии.
Мама, Маргарита Михайловна, была дочерью купца 1-й гильдии Михаила Шевелёва, основателя первого в Приморье пароходства «Шевелев и К°».
В 1922 году был увезён родителями в Корею. Окончил гимназию в Харбине (заочно), лесной техникум в Пхеньяне. С 1928 по 1944 год профессионально занимался охотой и пантовым оленеводством.
В августе 1945 года, после начала войны между СССР и Японией, вступил в Советскую Армию, служил переводчиком.
В январе 1946 года был арестован по обвинению в оказании в довоенные годы помощи международной буржуазии, был приговорён к 6 годам исправительно-трудовых лагерей, затем судом, рассмотревшим его кассационную жалобу, срок был увеличен до 10 лет. Совершил побег, за что срок заключения был продлён до 25 лет. В 1952 году был освобождён («по зачетам» — за перевыполнение норм выработки), работал горным мастером на прииске «Южный» на Чукотке, лесничим в Магадане.
Публиковался с 1950-х годов.
В 1957 году реабилитирован.
С 1968 года жил во Владимире. Был сопредседателем общества «Мемориал».
Член Союза писателей СССР с 1988 года.

## Память
Мемориальная доска во Владимире (ул. Комиссарова, д. 25)